# Miroslav Bezouška
Miroslav Bezouška (27. května 1933 – 24. prosince 1969 Kojetín) byl český hokejový obránce. Po skončení aktivní kariéry působil jako rozhodčí.
Zemřel při dopravní nehodě na nechráněném železničním přejezdu u Kojetína, když jel pro své rodiče ke štědrovečerní večeři.

## Hokejová kariéra
V československé lize hrál za TJ Gottwaldov. Odehrál 1 ligovou sezónu, nastoupil ve 27 ligových utkáních, dal 1 gól a měl 1 asistenci.

## Klubové statistiky
| Sezona    | Klub          | Soutěž  | Základní část | Základní část | Základní část | Základní část | Základní část |
| Sezona    | Klub          | Soutěž  | Z             | G             | A             | B             | TM            |
| --------- | ------------- | ------- | ------------- | ------------- | ------------- | ------------- | ------------- |
| 1959/1960 | TJ Gottwaldov | 2. liga | –             | –             | –             | –             | –             |
| 1960/1961 | TJ Gottwaldov | 1. liga | 27            | 1             | 1             | 2             | 34            |